# Francesco Feo
Francesco Feo (Nàpols, 1691 - Nàpols, 28 de gener de 1761) fou un compositor italià. Oncle del també compositor Gennaro Manna.
El 1704 comença els estudis musicals al conservatori de Santa Maria della Pietà de Nàpols, sota la guia de Nicola Fago, i tenint com a company d'estudis a Leonardo Leo, i acabà el seu aprenentatge el 1712. Es poc probable que més tard anés a Roma per a perfeccionar-se amb Pitoni, com diu la tradició. El 1713 s'estrenà al teatre San Bartolomeo de Nàpols la seva primera òpera, L'amor tirannico, que assolí gran èxit, així com el seu segon treball, El martiri de Santa Catalina, que fou executada l'any següent, tant en el Conservatorio de la Pietà dei Turchini com el Palau Reial. La acollida inicial li obrí al músic les portes d'una intensa i afortunada carrera de compositor d'obres vocals i dramàtiques i li foren encarregats treballs teatrals des de diverses ciutats d'Itàlia i de l'estranger.
A Roma s'estrenaren, entre d'altres, les òperes Ipermestra (1728), Andromaca) (1730), els interludis Don Chisciotte della Mancha e Coriandolo speciale (1726) i l'oratori Ruth (1943), a Torí s'escenificaren les òperes Arianna el 1728 i Arsace (1740); A Bolonya i Gènova els oratoris San Francesco di Sales (1728), i Gesú adorato dai Rei magi (1737); a Praga, un altre oratori, La destrucció de l'exèrcit dels Cananeus (1739); a Madrid, finalment es representaren les dues serenates Polinice (1737) i Oreste (1738), una en ocasió del casament del rei Carles III amb Maria Amàlia de Saxónia, i l'altra per a festejar l'aniversari de Felip V.
També es gran el nombre de treballs que van veure la llum en el seu Nàpols natal: és òperes La forza della virtù (comèdia per musica, llibret de Francesco Antonio Tullio, 1719, Teuzzone (drama, llibret d'Apostolo Zeno, 1720, l'interludi Li vedovo (1729), i els preparatius per l'òpera Li castello d'Abbiate de L. Leo (1734); els oratoris (San Giovanni, 1715), i Li genere umano in catene (1731). Fou professor del conservatori de Sant Onofrio (1723-1739) i al dels Poveri di Gesù Cristo (1739-1743). Va obrir una escola de cant que influí sobre l'estil operístic de l'època.

## Anàlisi vers Feo
El que sorgeix amb claredat de l'obra de Feo, com característica del seu estil musical, és l'atenció i absoluta primacia en que valora el cant i la veu humana. La vena exquisidament melòdica del compositor resta evident sobretot en el desenvolupament sense precedents de l'<ària con da capo>, la forma vocal canonitzada per Alessandro Scarlatti, portaestendard de l'<escola napolitana>, que era el centre principal de la tradició del <bel canto> italià i del que Feo fou un dels representants més importants. L'amplitud i l'abast de les seves àries portaven d'una manera natural a una comprensió i una simplificació de les parts corals, a més de la reducció de l'orquestra al paper de simple acompanyament. Aquestes característiques, malgrat que en part atenuades, també romanen en l'ampla producció de música sacra a la que Feo es dedicà de manera exclusiva a partir de 1740, quan decidí abandonar l'activitat operística, comprometent-se amb diverses esglésies napolitanes.
Fruit d'aquesta segona part de la seva carrera de compositor fou una sèrie d'obres litúrgiques, entre les quals es troben 7 misses, 4 passions, lletanies, himnes, salms, 8 magnificat i 21 motets per a veus i instruments. Malgrat que cap de les seves composicions han quedat en el repertori usual. Feo gaudí en vida d'una gran notorietat davant el públic i d'elevada estimació per part dels seus col·legues. tenia relacions d'amistat i correspondència epistolar amb músics com Hasse i el pare Martini.
Sembla que Gluck utilitzà per a un cor de l'òpera Telemaco un Kyrie d'una missa seva que apareix en l'obertura dIphigénie en Tauride. Feo també fou molt apreciat com aprofessor; ensenyà en el Conservatori de Sant Onofre i succeí a Francesco Durante com a primer mestre en el Conservatori dei Poveri di Gesú Cristo. A més, quan el seu ex-mestre D. Gizzi es retirà i va tancar la seva celebrada escola de cant, Feo volgué obrir-ne una altra que fos com una continuació d'aquella, per a testimoniar el seu amor per la veu humana i el profund coneixement que tenia d'ella.

## Obres

### Òperes
- L'amor tirannico, ossia Zenobia (dramma per musica, llibret de Domenico Lalli, 1713, Nàpols)
- La forza della virtù (commedia per musica, llibret de Francesco Antonio Tullio, 1719, Nàpols)
- Teuzzone (dramma, llibret d'Apostolo Zeno, 1720, Nàpols)
- Siface, re di Numidia (dramma, llibret de Pietro Metastasio, basato su La forza della virtù di D. David, 1723, Nàpols)
- Don Chisciotte della Mancha e Coriandolo speciale (intermezzo, 1726, Roma)
- Ipermestra (opera seria, llibret d'Antonio Salvi, 1728, Roma)
- Arianna (Arianna e Teseo) (opera seria, llibret de Pietro Pariati, 1728, Torí)
- Il Tamese (Arsilda Regina di Ponto) (opera seria, llibret de Domenico Lalli, 1729, Nàpols)
- Andromaca (opera seria, llibret d'Apostolo Zeno, 1730, Roma)
- L'Issipile (opera seria, llibret de Pietro Metastasio, 1733, Torí)
- Oreste (serenata per a 5 veus, 1738, Madrid)
- Polinice (serenata per a 5 veus, 138, Madrid)
- Arsace (opera seria, llibret d'Antonio Salvi, 1740, Torí)

### Sacra
- Passio secundum Joannem.[1]
- Mass. Confitebor a 5.[2]